# 麥斯·鵬基斯
麥斯·鵬基斯（Max Pirkis，1989年1月6日—）是英國的一位演員。他出演的首部電影是怒海爭鋒：極地征伐，並出演過羅馬的榮耀等電視劇。鵬基斯曾經就讀於伊頓公學。